# ING Groep
Die ING Groep N.V. ist ein niederländischer Allfinanz-Dienstleister in der Form einer Aktiengesellschaft mit Sitz in Amsterdam.
Die Bank ist eine der Großbanken, die vom Financial Stability Board (FSB) auf der Liste global systemrelevanter Banken als systemisch bedeutsames Finanzinstitut eingestuft wurden. Sie unterliegt damit einer besonderen Überwachung und strengeren Anforderungen an die Ausstattung mit Eigenkapital.

## Geschichte

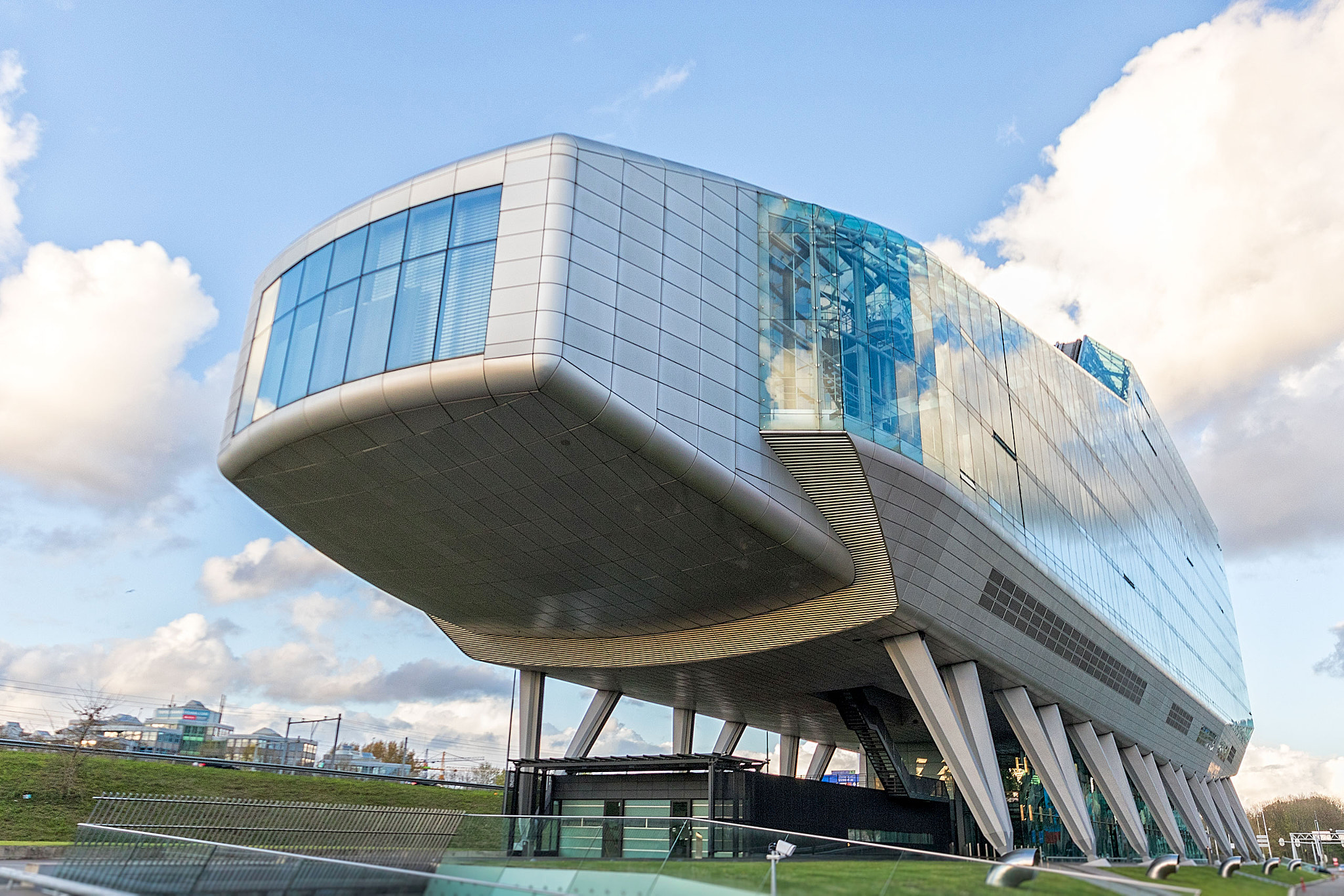
Ehemalige Zentrale der ING Groep in Amsterdam, das sogenannte „ING House“

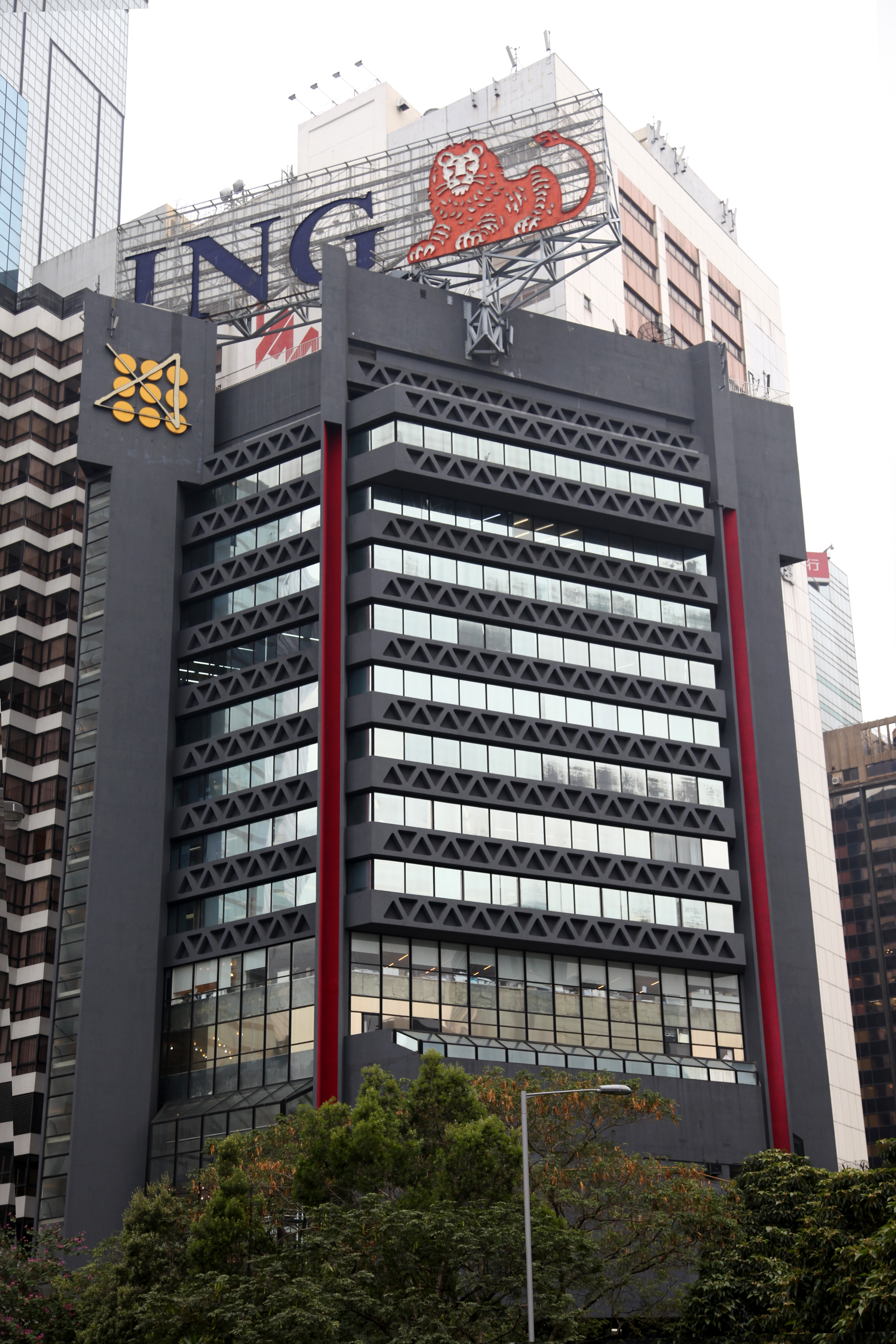
Zentrale der Tochtergesellschaft von Hongkong im Hong Kong Arts Centre

Der Konzern entstand im Jahr 1991 aus einer Fusion des Versicherers Nationale-Nederlanden mit der NMB Postbank Group und nannte sich nach dem Zusammenschluss Internationale Nederlanden Groep (ING). Die Abkürzung ING wurde jedoch so bekannt, dass man den Namen entsprechend änderte.
Bei der ING Groep N.V. handelt es sich um eine Holding, die als Muttergesellschaft für verschiedene Banken und Versicherungen fungiert, darunter die niederländische Bank ING oder die deutsche Tochter ING-DiBa.
Gemessen an der Marktkapitalisierung ist das Unternehmen der achtgrößte Finanzdienstleister weltweit und damit Spitzenreiter in den Niederlanden.
Auf der Forbes-Liste für das Geschäftsjahr 2007 war die ING Groep nach Umsatz das neuntgrößte Unternehmen der Welt.
Nach den Fehlspekulationen Nick Leesons und dem Zusammenbruch der Barings Bank wurde diese 1995 für ein symbolisches Pfund übernommen. Im Jahr 1999 wurde zudem die deutsche BHF-Bank für einige Jahre übernommen.

### Finanzkrise 2007/2008

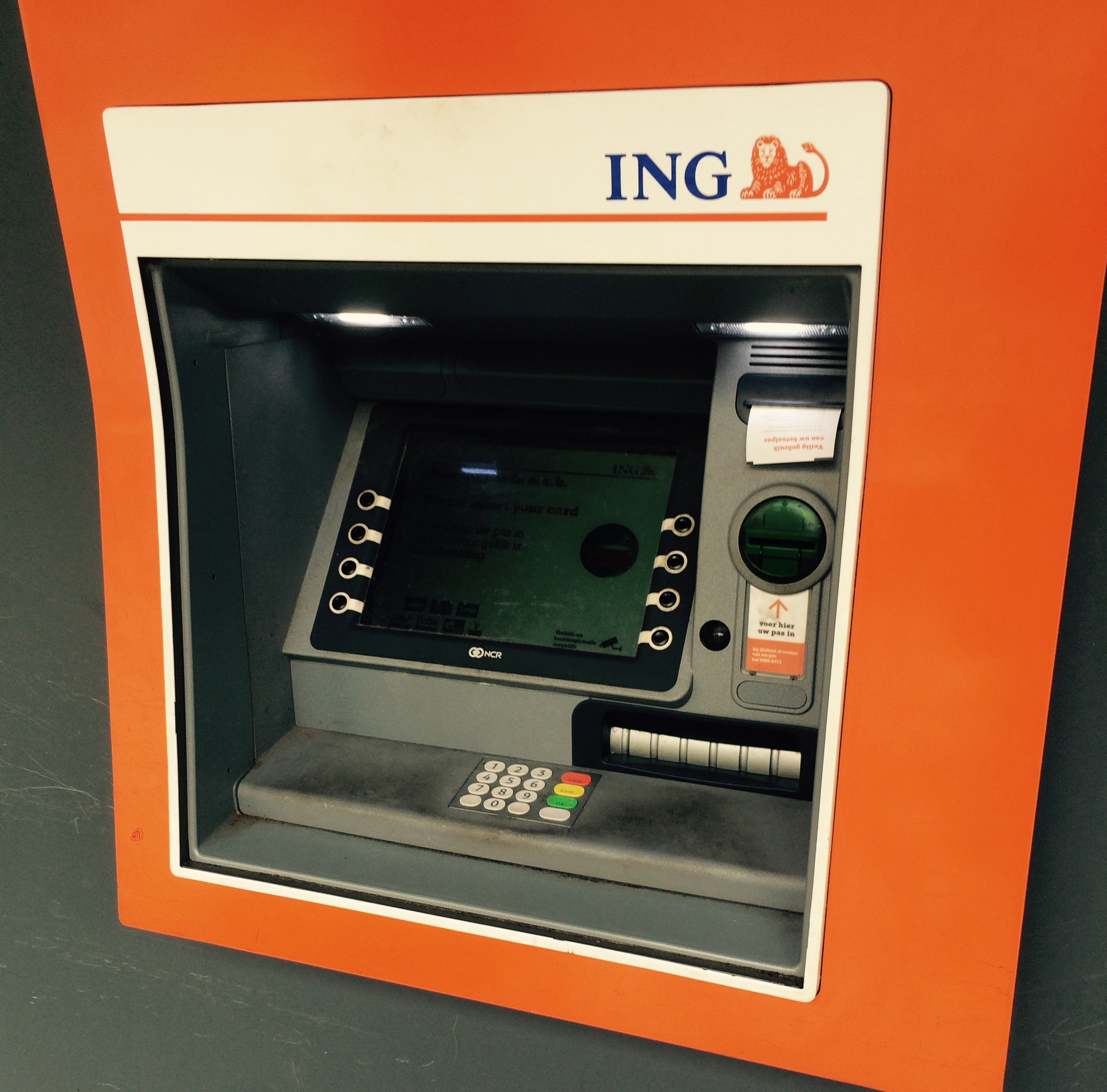
Ein ING-Geldautomat

Aufgrund der Finanzkrise musste die ING-Groep am 19. Oktober 2008 zehn Milliarden Euro Staatshilfen in Anspruch nehmen. Damit wurde die Eigenkapitalquote gestärkt, folglich konnte der Konzern sich zusätzliche Liquidität am Markt günstiger besorgen. Zusätzlich wurde, nach eigenen Angaben, auch der Börsenkurs gestützt, der am 17. Oktober 2008 nach Bekanntgabe eines Verlustes von 500 Millionen Euro im dritten Quartal 2008 auf den niedrigsten Stand seit Mitte der 1990er-Jahre eingebrochen war. Für das Gesamtjahr 2008 wurde ein Nettoverlust von 171 Millionen Euro ausgewiesen. Die ING-Bank ist das erste niederländische Finanzunternehmen, das Mittel aus einem Notfonds der niederländischen Regierung zur Unterstützung von Banken in Anspruch nehmen musste. Im Februar 2009 wurden 80 Prozent eines nominell 28 Milliarden Euro großen Immobilienkredit-Portfolios durch den niederländischen Staat übernommen. Dabei sollte der Konzern, nach Angaben der Europäischen Union, bis zum Jahr 2013 in zwei Teile zerschlagen werden. Mit diesem Schritt sollte das Risiko halbiert und das Geschäft des Konzerns reduziert werden.
Im Rahmen der im Jahr 2009 vorgestellten Strategie „Back to Basics“ wurden bereits mehrere Geschäftsbereiche und Beteiligungen verkauft.

### Desinvestitionen nach der Finanzkrise
- ING Canada
- ING Insurance Australien/New Zealand
- ING Insurance Malaysia
- ING Private Banking Schweiz
- ING Private Banking Asia
- ING Reinsurance USA
- ING Summit Industrial Fund
- ING Real Estate Manager „REIM“
- ING Direct USA
- ING Insurance Latein America
- Verkauf von drei US-Brokern
- 5 % Anteil an Fuban Financial
- ING Direct Canada
- ING Direct UK Großbritannien
- ING Car Lease

### Geldwäscheskandal
Am 4. September 2018 gab die Staatsanwaltschaft bekannt, dass die ING zur Beilegung eines Falles von Geldwäsche in den Niederlanden rund 775 Millionen Euro an Strafe zahlt. In dem Zusammenhang gebe es auch eine strafrechtliche Untersuchung der Rolle des ehemaligen ING-Chefs Ralph Hamers, der inzwischen Vorstandschef der Schweizer Großbank UBS ist. Außerdem stellte sich heraus, dass ING über ihre Niederlassung in Moskau jahrelang für ein Unternehmen gearbeitet hatte, von dem die Bank vermutete, dass es bereits 2009 an Geldwäschepraktiken beteiligt war.

## Unternehmen der Gruppe
Filialbanken
- ING (Niederlande)
- ING Bank Śląski (Polen)
- ING Bank Evrazija (Russland)
- ING Belgium SA/NV (Belgien)
- ING España (Spanien)
- ING Italia (Italien)
- ING Romania (Rumänien)
- Record Bank (Belgien)
- ING Türkiye (Türkei)
- ING Luxembourg S.A. (Luxemburg)
- TMB Bank (Thailand)
- ING Vysyabank (Indien)

Direktbanken
- ING-DiBa (Deutschland, Österreich)
- ING Direct Australia (Australien)

Sonstige Finanzdienstleistungen
- Interhyp AG

Versicherungen
- Insurance Europe (Ungarn, Polen, Tschechien, Slowakei, Bulgarien, Rumänien, Russland, Spanien, Griechenland und Türkei)
- Insurance Asia/Pacific (Japan, Hong Kong, Südkorea, China, Indien und Thailand)
- Insurance Americas (USA)

## Präsenz nach Ländern

ING Group Niederlassungen weltweit

ING Group ist in folgenden Ländern präsent:
- Australien
- Belarus
- Belgien
- Brasilien
- Bulgarien
- China
- Deutschland
- Frankreich
- Griechenland
- Großbritannien
- Indien
- Indonesien
- Italien
- Japan
- Kanada
- Kasachstan
- Kolumbien
- Luxemburg
- Mexiko
- Mongolei
- Niederlande
- Österreich
- Philippinen
- Polen
- Rumänien
- Russland
- Schweiz
- Singapur
- Slowakei
- Spanien
- Südkorea
- Taiwan
- Thailand
- Türkei
- Tschechien
- Ungarn
- Ukraine
- Vereinigte Arabische Emirate
- Vereinigte Staaten

## Asset Management
- ING Investment Management